# Ein starker Wurf
Ein starker Wurf (Originaltitel: französisch Lasso périlleux) ist ein Band der Comicserie Lucky Kid, der Kindheitsabenteuer von Lucky Luke. Das Album wurde von Achdé gezeichnet und getextet.

## Inhalt
Widersacher Billy Bad sieht keinen Platz für zwei in der Stadt und fordert Lucky Kid zum Duell auf. Zu deren Leidwesen wurden beiden Kindern die Steinschleuder sowie die Korkenpistole weggenommen. Billy Bad erinnert sich jedoch an eine alte Waffe die mit Schwarzpulver geladen wird. So bedroht er Lucky Kid, dieser kann sich jedoch mit einem Eimer voll Wasser wehren. Die Waffe ist nun nicht mehr schussbereit und Billy Bad muss frustriert abziehen. Als Erwachsene begegnen sich die beiden Kontrahenten wieder. Da es regnet, versagt Billy Bads Waffe erneut.
In weiteren kurzen Episoden begleitet man Lucky Kid mit seinen Freunden Lisette, Dopey, kleiner Kaktus, Joannie und Paquito. Lucky Kid kann perfekt mit der Steinschleuder umgehen und kann seinem Widersacher Billy Bad widerstehen. Man begleitet die Kinder im Wald, in der Schule, beim Arbeiten und beim Spielen.

## Veröffentlichung
Der Band erschien 2013 in Frankreich als zweiter Band der Kid-Lucky-Serie (In den 1990er Jahren wurden bereits zwei Alben mit Lucky-Luke-Kinderabenteuern veröffentlicht). In Deutschland erschien er erstmals 2014 als 91. Band der Lucky-Luke-Reihe bei Egmont Ehapa Media.